# Belgische wetgevende verkiezingen 1867
Gedeeltelijke wetgevende verkiezingen vonden plaats in België op dinsdag 11 juni 1867. 32 van de 62 senatoren werden regulier herverkozen, namelijk die in de provincies Antwerpen, Brabant, Namen, Luxemburg en West-Vlaanderen.
14 liberalen en 18 katholieken werden verkozen.
| Provincie       | Arrondissement           | Verkozen senator | Partij            |
| --------------- | ------------------------ | --- | ----------------- |
| Antwerpen       | Antwerpen                | John Cogels Eugène van Delft Jean Félix Van den Bergh                                                                                 | Katholiek         |
| Antwerpen       | Mechelen                 | Léon d'Ursel François de Cannart d'Hamale                                                                                             | Katholiek         |
| Antwerpen       | Turnhout                 | Charles de Merode-Westerloo | Katholiek         |
| Brabant         | Brussel                  | Engelbert Lauwers Joseph Van Schoor Frédéric Fortamps Jean Barbanson Benoît Hanssens Jonathan-Raphaël Bischoffsheim Henri Stiellemans | Liberaal          |
| Brabant         | Leuven                   | Jean-Marie de Man d'Attenrode Auguste d'Overschie de Neeryssche                                                                       | Katholiek         |
| Brabant         | Nijvel                   | Théodore Mosselman du Chenoy Joseph Zaman                                                                                             | Liberaal          |
| West-Vlaanderen | Brugge                   | Charles van Caloen | Katholiek         |
| West-Vlaanderen | Diksmuide                | Bernard Amé du Bus de Gisignies | Katholiek         |
| West-Vlaanderen | Veurne-Oostende          | Albéric du Bus de Gisignies | Liberaal          |
| West-Vlaanderen | Tielt                    | Jules Joseph d'Anethan | Katholiek         |
| West-Vlaanderen | Roeselare                | Maurice de Robiano | Katholiek         |
| West-Vlaanderen | Kortrijk                 | Félix Bethune, Franz Vergauwen | Katholiek         |
| West-Vlaanderen | Ieper                    | Jules Mazeman de Couthove | Katholiek         |
| Oost-Vlaanderen | Geen verkiezingen        | Geen verkiezingen | Geen verkiezingen |
| Henegouwen      | Geen verkiezingen        | Geen verkiezingen | Geen verkiezingen |
| Luik            | Geen verkiezingen        | Geen verkiezingen | Geen verkiezingen |
| Limburg         | Geen verkiezingen        | Geen verkiezingen | Geen verkiezingen |
| Luxemburg       | Aarlen-Bastenaken-Marche | Constant d'Hoffschmidt Jean Lenger | Liberaal          |
| Luxemburg       | Neufchâteau-Virton       | Charles Bergh | Liberaal          |
| Namen           | Philippeville            | Justin-Charles de Labeville | Liberaal          |
| Namen           | Dinant                   | Jean d'Omalius d'Halloy | Katholiek         |
| Namen           | Namen                    | Guillaume d'Aspremont Lynden Ferdinand de Woelmont                                                                                    | Katholiek         |